# アフロ (企業)
株式会社アフロ（英語：Aflo Co.,Ltd）は、日本東京都中央区に本社を置く総合写真エージェンシーである。広告等でのイメージ写真から報道写真、スポーツ等の写真を各種報道機関に提供している。写真家でもある青木紘二が代表取締役社長を務める。
前述のとおり本企業の英語表記は「Aflo」であり一般的な言葉ではない。また、「アフリカの」という意味の接頭辞の「アフロ（Afro）」とは綴りが異なる。

## 概要
1980年に「アフロフォトエージェンシー」として創業、1982年11月に「株式会社 ビー全」として法人化。2006年より現社名。
1000人以上の契約カメラマンを抱え、毎日2000枚から3000枚の写真がアフロに送られている。

## 国内拠点
- 本社 - 東京都中央区
- 大阪支社 - 大阪府大阪市中央区本町